# Poul Møller (borgmester)
 For alternative betydninger, se Poul Møller. (Se også artikler, som begynder med Poul Møller)
Poul Møller (født 5. maj 1934) var borgmester i Dronninglund Kommune fra 1. januar 1990 til 31. december 2001. Møller tilhørte Venstre. Hans borgerlige erhverv var ejendomshandler og han blev valgt til kommunalbestyrelsen i 1966. Han valgte ikke at genopstille til kommunalvalget 2001. Mikael Klitgaard vandt kampvalget i Venstre om at efterfølge ham som Venstres borgmesterkandidat i Dronninglund Kommune og blev kommunens nye borgmester efter valget.